# دانشگاه کوربان
دانشگاه کوربان یک دانشگاه خصوصی مسیحی در سیلم، اورگن است. حدود ۱۲۰۰ دانشجوی تمام وقت در پردیس آن و ۲۸۰۰ دانشجو در سراسر جهان ثبت نام کرده‌اند. از نظر ورزشی، عضو انجمن ملی دو و میدانی بین دانشگاهی است که در کنفرانس کالج کاسکاد شرکت می‌کند.

## تاریخچه
این مؤسسه در سال ۱۹۳۵ در فینیکس، آریزونا به عنوان مؤسسه کتاب مقدس فینیکس توسط انجیلیست لیلاند انترکین و روی بنکرافت تأسیس شد. این کالج در سال ۱۹۴۶ به اوکلند، کالیفرنیا نقل مکان کرد و نام کالج انجیلی باپتیست غربی را گرفت. در سال ۱۹۶۹، این کالج به سالم، اورگان نقل مکان کرد. در سال ۲۰۰۴، یواس نیوز اند ورلد ریپورت این مدرسه را به عنوان هشتمین مدرسه برتر در غرب ایالات متحده برای کالج‌های جامع و نهمین مدرسه در سال بعد رتبه‌بندی کرد. نام کالج از کالج باپتیست غربی به کالج کوربان در ۷ می ۲۰۰۵ تغییر یافت. «کوربان» یک کلمه عبری به معنای «هدیه ای است که به خدا تقدیم شده‌است». بعداً در سال ۲۰۰۵، کالج دیویدسون هال، یک سالن اقامت را افتتاح کرد. در سال ۲۰۰۶، یواس نیوز اند ورلد ریپورت این مدرسه را در رتبه ۸ قرار داد، برای پنجمین سال متوالی مدرسه در بین ده مدرسه برتر قرار گرفت. از سال ۲۰۰۹، این کالج حدود ۳ میلیون دلار موقوفه داشته‌است.

## فارغ التحصیلان قابل توجه
- پاتریک داکا، بازیکن فوتبال زیمبابوه[۹]
- الیزابت هالسث، سناتور سابق ایالت نوادا[۱۰]
- فرانک پریویت، وکیل آمریکایی[۱۱]
- استیو ریس، بازیکن فوتبال آمریکایی[۱۲]
- شری اسپرنگر، عضو سابق مجلس نمایندگان اورگان[۱۳]